# Лечи (Аризона)
Лечи (енгл. LeChee) насељено је место без административног статуса у америчкој савезној држави Аризона.

## Демографија
По попису из 2010. године број становника је 1.443, што је 163 (-10,1%) становника мање него 2000. године.
| Група             | 2000.     | 2010.     |
| Белци             | 11 (0,7%) | 9 (0,6%)  |
| Афроамериканци    | 0 (0,0%)  | 2 (0,1%)  |
| Азијати           | 0 (0,0%)  | 0 (0,0%)  |
| Хиспаноамериканци | 15 (0,9%) | 25 (1,7%) |
| Укупно            | 1.606     | 1.443     |